# Rozsișkî, Hrîstînivka
Rozsișkî (în ucraineană Розсішки) este localitatea de reședință a comunei Rozsișkî din raionul Hrîstînivka, regiunea Cerkasî, Ucraina.

## Demografie
Componența lingvistică a localității Rozsișkî
     Ucraineană (97,13%)
     Rusă (1,28%)
     Alte limbi (0,15%)
Conform recensământului din 2001, majoritatea populației localității Rozsișkî era vorbitoare de ucraineană (97,13%), existând în minoritate și vorbitori de rusă (1,28%) și armeană (1,21%).